# Orghidaniella granpiedrae
Orghidaniella granpiedrae – gatunek kosarza z podrzędu Laniatores i rodziny Agoristenidae. Jedyny znany przedstawiciel monotypowego rodzaju Orghidaniella.

## Występowanie
Gatunek jest endemiczny dla Kuby.